# Bildstock (Kronach, Rathausparkplatz)

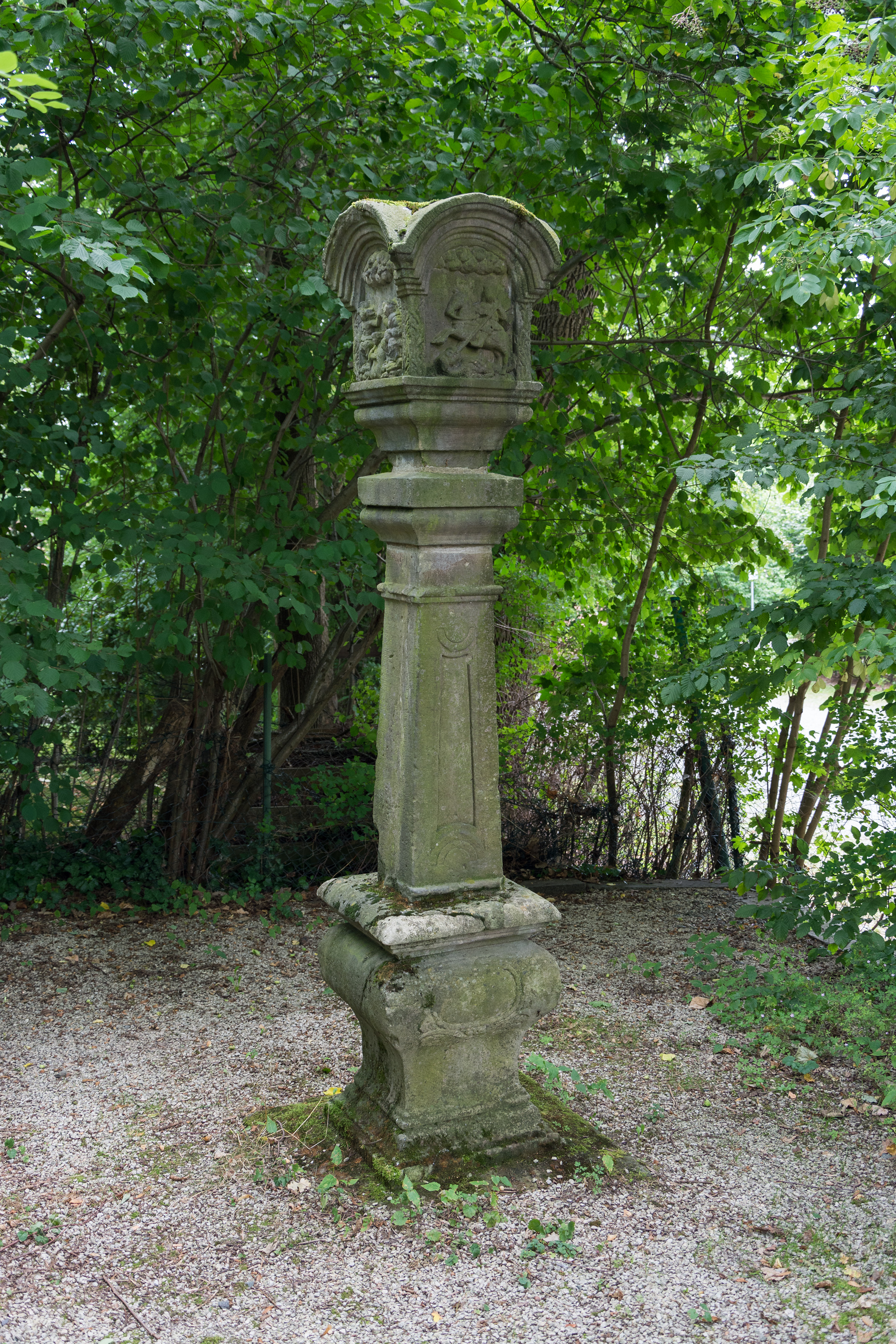
Bildstock an der Nordseite des Rathausparkplatzes

Der Bildstock an der Nordostseite des Rathausparkplatzes ist ein als Baudenkmal geschütztes Kleindenkmal in der oberfränkischen Stadt Kronach, das im 18. Jahrhundert entstanden ist.
Der aus Sandstein angefertigte Bildstock steht auf einer quadratischen Grundplatte. Darauf ruht ein konkav-konvex geformter Sockel, an dessen Westseite sich eine Kartusche befindet, die jedoch keine Inschrift enthält. Über dem Sockel erhebt sich ein sich verjüngender Schaft mit ebenfalls quadratischem Grundriss. Die Südseite des Schafts ist mit Akanthusranken verziert, Ost- und Westseite sind gerahmt, die Nordseite ist glatt. Auf einem auskragenden Kapitell ruht der vierseitige Aufsatz des Bildstocks, der von eingezogenen Segmentbogen abgeschlossen wird. An den vier Seiten des Aufsatzes befinden sich Reliefs: die Nordseite zeigt die Krönung Mariens, die Ostseite die Vierzehn Nothelfer mit dem Jesuskind, an der Südseite ist der Heilige Antonius von Padua dargestellt und an der Westseite der Heilige Georg. Ursprünglich trug der Aufsatz noch eine Bekrönung, vermutlich eine Steinkugel.